# Aleh Jurenja
Aleh Alehavitj Jurenja (belarusiska: Алег Алегавіч Юрэня; ryska: Олег Олегович Юреня: Oleg Olegovitj Jurenja), född 21 maj 1990 i Slonim i Vitryska SSR i Sovjetunionen (nu Belarus), är en belarusisk kanotist.

## Karriär
Jurenia tog VM-silver i K-1 5000 meter i samband med sprintvärldsmästerskapen i kanotsport 2011 i Szeged.
Vid VM i Köpenhamn 2021 tog Jurenia brons i K-1 1000 meter.